# Île Ngaio
L'île Ngaio est une île néo-zélandaise située au nord de l'île du Sud, dans la baie de Tasman, et rattachée administrativement au village de Kaiteriteri.
L'île, inhabitée et recouverte d'arbres, a une altitude de 62 mètres. De forme quasi-hémisphérique, elle a un diamètre d'environ 80 mètres.
À un kilomètre au nord de l'île Ngaio se trouve une formation rocheuse ayant la forme d'une pomme coupée en deux nommée rocher de la pomme fendue.